# 黑翅雀鹎
黑翅雀鹎（学名：Aegithina tiphia）为和平鸟科雀鹎属的鸟类。分布于斯里兰卡、印度半岛、尼泊尔、锡金、不丹、经孟加拉至中南半岛、南抵印度尼西亚以及中国大陆的云南等地，多生活于海拔1600米以下的低山和平坝、多在开阔的次生阔叶林、杂木灌丛、村寨庭园附近、路边林木灌丛。该物种的模式产地在孟加拉。

## 亚种
- 黑翅雀鹎云南亚种（学名：Aegithina tiphia philipi）。分布于缅甸、老挝、泰国、越南以及中国大陆的云南等地。该物种的模式产地在越南中部。[2]